# Provincia de Tarragona
Tarragona es una provincia de España situada en el sur de la comunidad autónoma de Cataluña. Cuenta con una población de 861 744 habitantes, el 16,4 % de los cuales vive en Tarragona, capital provincial. La provincia está compuesta por 184 municipios distribuidos en 10 comarcas de dos ámbitos funcionales: Tierras del Ebro y Campo de Tarragona. Los municipios más extensos son Tortosa y Tivisa, superando los 200 km² cada uno de ellos. Limita con las provincias de Castellón, Teruel, Zaragoza, Lérida y Barcelona, así como con el mar Mediterráneo.

## Organización territorial

### Comarcas
- Alto Campo
- Bajo Campo
- Bajo Ebro
- Bajo Panadés
- Cuenca de Barberá
- Ribera de Ebro
- Montsiá
- El Priorato
- Tarragonés
- Tierra Alta

## Gastronomía

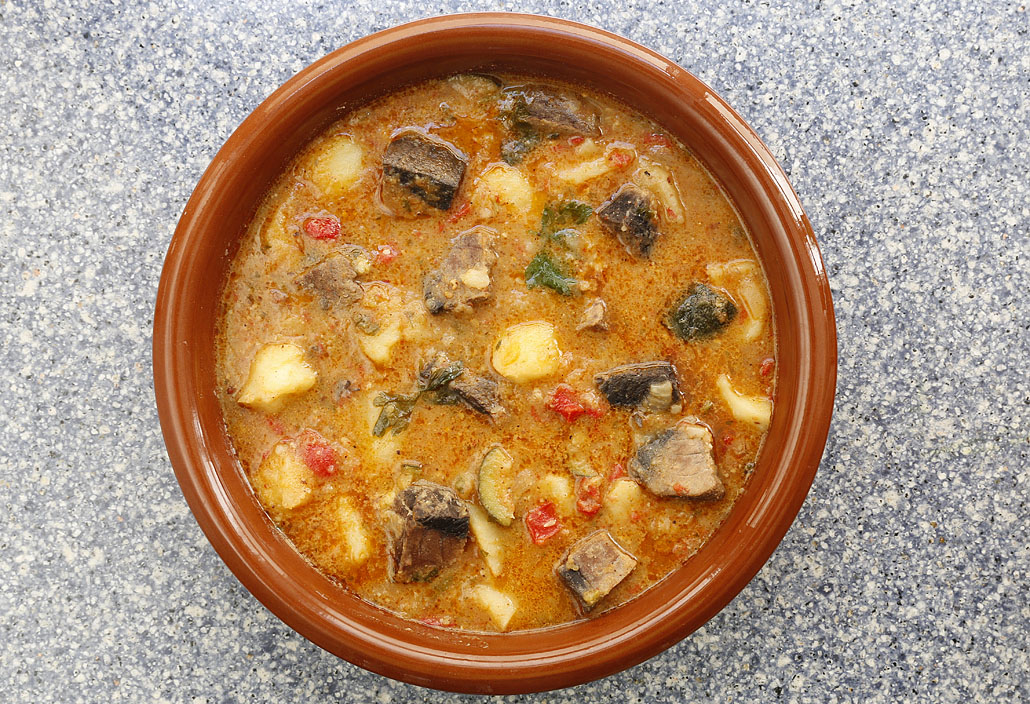
Pataco de Alforja

La gastronomía de la provincia de Tarragona posee su personalidad propia, que se impregna a lo largo de las tierras catalanas. Un caso es la salsa típica de la cocina tarraconense, el romesco, salsa que acompaña a las parrilladas de sus diversos ingredientes de la zona. 
Son muy importantes las calçotadas (cuya época ideal es primavera). La verdura tarraconense por excelencia es el calçot (una especie de cebolleta tierna) que participa en las calçotadas de muchos lugares. Entre los cocidos (las denominadas escudellas) se tiene el identificativo xarró tarragoní. 
Entre los guisos con pescados se pueden encontrar el patacó (un guiso de atún y patatas) o el bull de tonyina, que es un guiso elaborado con las tripas del atún en salazón. También el Romesco de rap, la Espineta amb caragolins y la cocina típica marinera del barrio del Serrallo de Tarragona.

## Demografía

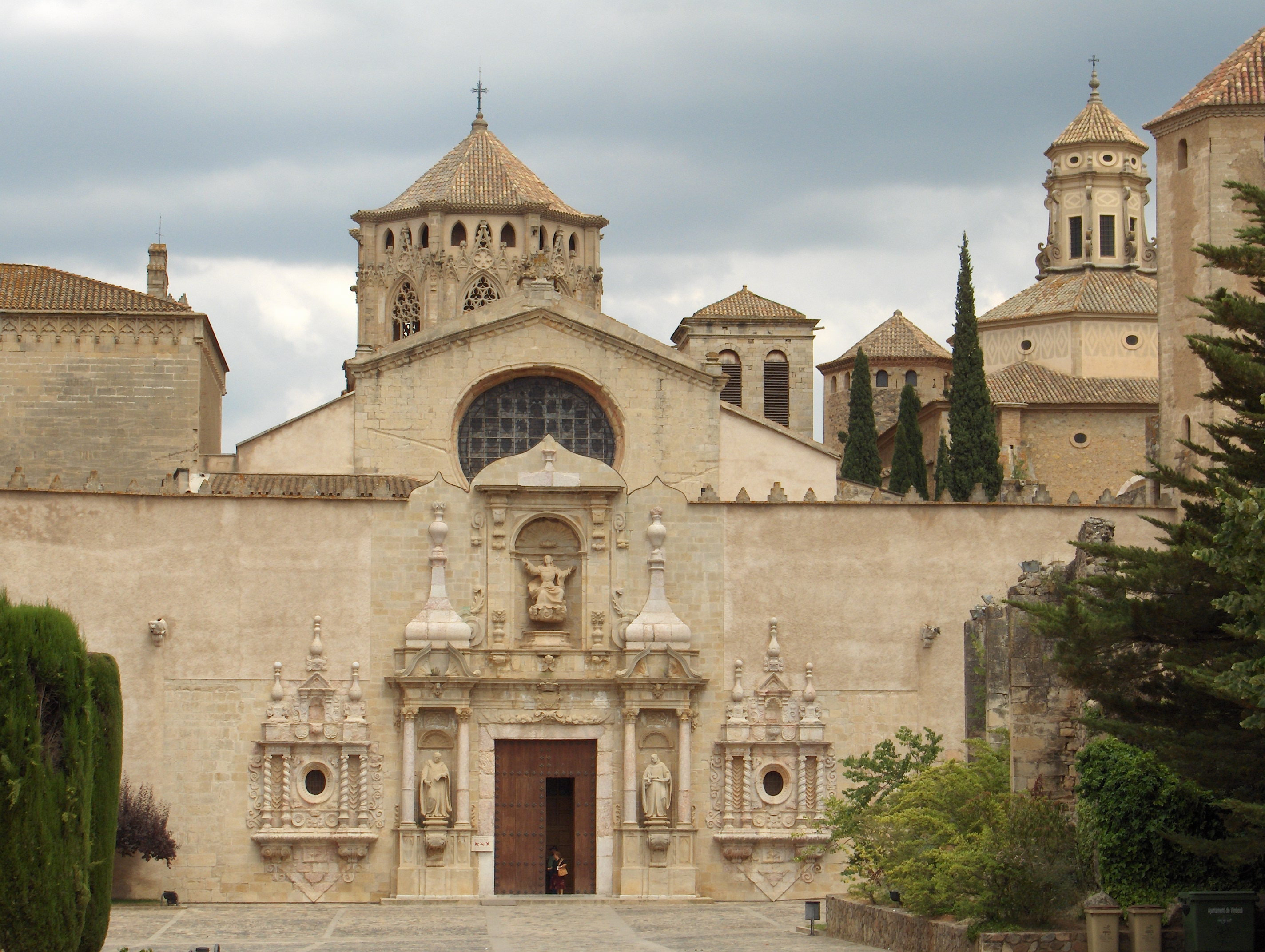
Monasterio de Poblet.

De acuerdo con el censo del Instituto Nacional de Estadística en 2024 la provincia tenía una población de 861 744 habitantes. La ciudad de Tarragona es el municipio más poblado con 132 299 habitantes, concentrando un 16,62 % de la población de la provincia. Muy cerca le sigue la ciudad de Reus, con 103 477 habitantes.
| Gráfica de evolución demográfica de la provincia de Tarragona entre 1842 y 2021                          |
| |
| Población de derecho según los censos de población del INE. Población según el padrón municipal del INE. |

| N.º | Municipio               | Población |
| --- | ----------------------- | --------- |
| 1   | Tarragona               | 132 299   |
| 2   | Reus                    | 103 477   |
| 3   | Vendrell                | 37 153    |
| 4   | Tortosa                 | 33 510    |
| 5   | Cambrils                | 33 362    |
| 6   | Salou                   | 26 775    |
| 7   | Calafell                | 25 444    |
| 8   | Valls                   | 24 156    |
| 9   | Vilaseca                | 22 107    |
| 10  | Amposta                 | 20 606    |
| 11  | Torredembarra           | 15 992    |
| 12  | San Carlos de la Rápita | 14 611    |
| 13  | Cunit                   | 12 326    |
| 14  | Montroig                | 11 809    |
| 15  | Deltebre                | 11 505    |
| 16  | Alcanar                 | 9 402     |
| 17  | Roquetas                | 7 961     |
| 18  | Montblanch              | 7 384     |
| 19  | La Ametlla de Mar       | 6 801     |
| 20  | Riudoms                 | 6 594     |

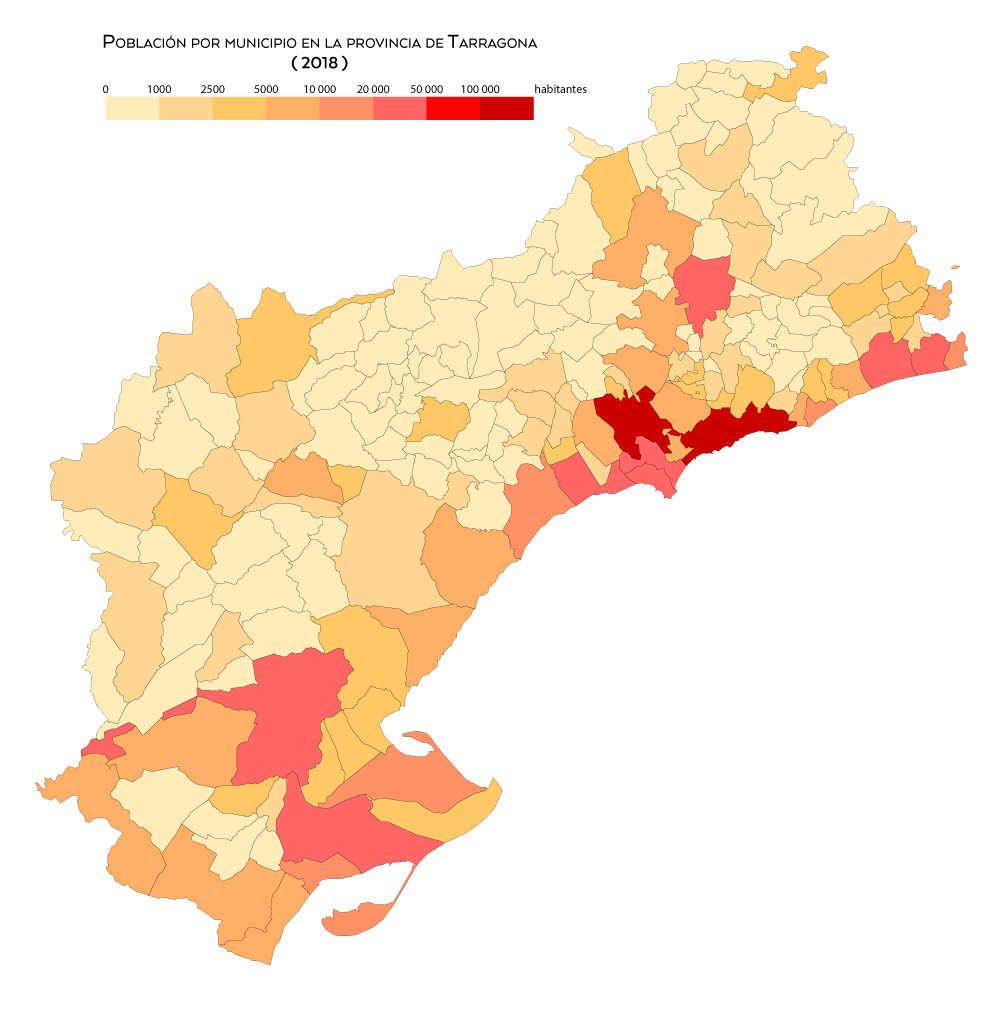
Población por municipio (2018)
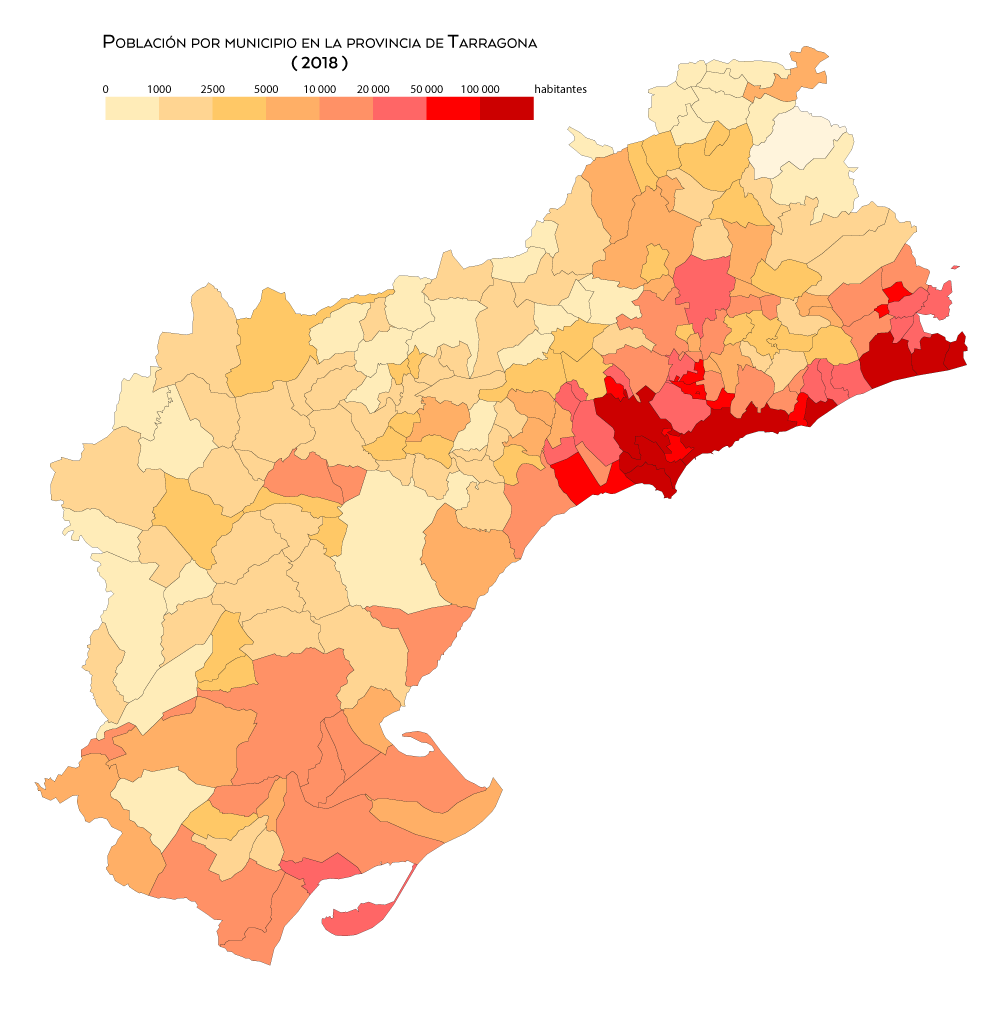
Densidad de población (2018)
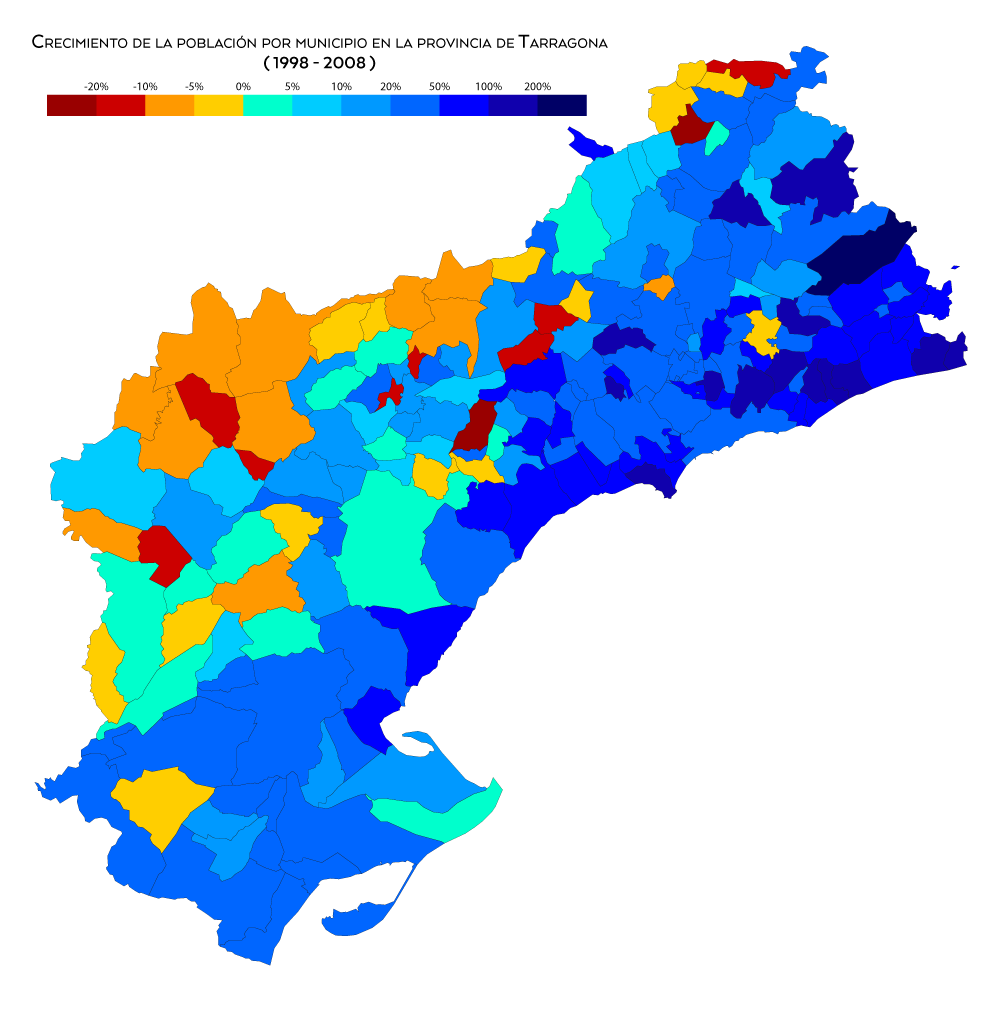
Crecimiento de la población entre 1998 y 2008
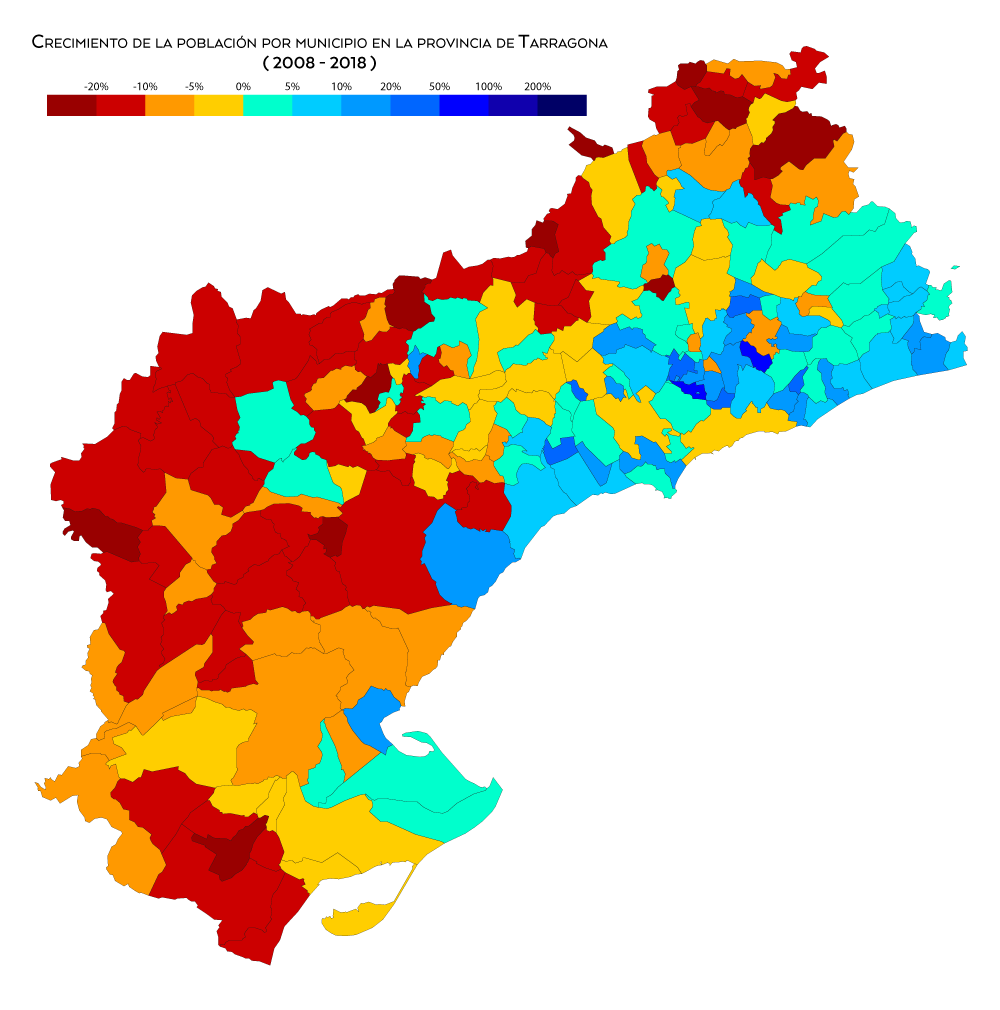
Crecimiento de la población entre 2008 y 2018